# Музыка Африки
Традиционная музыка Африки, учитывая обширность континента, исторически древняя, богатая и разнообразная, причём разные регионы и народы Африки имеют множество различных музыкальных традиций.
Музыка в Африке очень важна, когда речь заходит о религии: песни и музыка используются в ритуалах и религиозных церемониях, чтобы передавать истории из поколения в поколение, а также для пения и танца.
На большей части континента традиционная музыка передаётся из поколения в поколение устно (или на слух) и не записывается. В музыкальных традициях африканских стран к югу от Сахары часто полагаются на различные ударные инструменты, включая ксилофоны, джембе, барабаны и инструменты для воспроизведения звука, такие как калимба или «пианино для большого пальца». Африканская музыка включает такие жанры, как джуджу, фуджи, хайлайф, макосса, кизомба, афробит и другие. Музыка и танцы африканской диаспоры, сформированные в той или иной степени на основе африканских музыкальных традиций, включают американскую музыку и многие карибские жанры, такие как калипсо и сока. Латиноамериканские музыкальные жанры, такие как зук, бомба, конга, румба, сон, сальса, кумбия и самба, были основаны на музыке порабощённых африканцев и, в свою очередь, оказали влияние на африканскую популярную музыку. Жанр блюз, вероятно, появился как сплав африканских блюзовых нот с европейскими хроматическими гаммами.
Как и музыка Азии, Индии и Ближнего Востока, это очень ритмичная музыка. Африканская музыка состоит из сложных ритмических паттернов, часто в которых один ритм сочетается с другим, чтобы создать полиритм. Наиболее распространённый полиритм состоит из трёх долей сыгранных поверх двух.
Африканские музыканты стремятся выразить жизнь во всех её аспектах с помощью звука. Местная музыка не имеет письменной традиции; написанной музыки для изучения или анализа мало или совсем нет. Есть тонкие различия в высоте тона и интонации, которые нелегко перевести в западную нотацию. Африканская музыка наиболее тесно связана с западной тетратонической (четыре ноты), пентатонической (пять нот), гексатонической (шесть нот) и гептатонической (семь нот) гаммами. Гармонизация мелодии достигается параллельным пением третей, четвертей или пятых.
Другой отличительной формой африканской музыки является «отклик-ответ»: один голос или инструмент воспроизводит короткую мелодическую фразу, и эта фраза перекликается с другим голосом или инструментом. Природа отклика-ответа также может распространяться на ритмические рисунки, когда один барабан исполняет ритмический паттерн, а другой — воспроизводит тот же паттерн. Кроме того, характер африканской музыки очень импровизационный. Обычно исполняется основной ритмический паттерн, а затем барабанщики импровизируют новые паттерны поверх статичных оригинальных паттернов.

## Музыка африканских регионов

### Северная Африка и Сомали
Северная Африка является центром древнего Египта и Карфагена, цивилизаций, тесно связанных с древним Ближним Востоком и оказавших влияние на древнегреческую и римскую культуры.
Впоследствии Египет попал под власть персов, а затем греков и римлян, а Карфаген перешёл под контроль римлян и вандалов. Позднее Северная Африка была завоёвана арабами, которые провозгласили этот регион Магрибом арабского мира.
Подобно музыкальным жанрам долины Нила и стран т. н. Африканского Рога (небесно-голубой и тёмно-зелёный регион на карте), музыка региона имеет тесные связи с культурой Ближнего Востока и использует аналогичные мелодические лады (макамат).
Музыка Северной Африки имеет широкий диапазон, от музыки древнего Египта до музыки берберов и туарегов. Музыка региона на протяжении веков следовала чертам арабской и классической андалузской музыки: её популярные современные жанры включают алжирский раи.
К данному виду также можно причислить музыку Судана и Африканского Рога (англ. the Horn of Africa), включая музыку Эритреи, Эфиопии, Джибути и Сомали. В сомалийской музыке обычно используется пентатоника, с пятью высотами на октаву, в отличие от семиотонной шкалы, например мажорной.
В музыке Эфиопского нагорья используется фундаментальная модальная система, называемая кенет, в которой есть четыре основных лада́: тезета, бати, амбассел и анчихой. Три дополнительных лада являются вариациями вышеупомянутых: тезета минор, бати мажор и бати минор. Некоторые песни носят название своего кенета, например, тизита, песня воспоминаний.

### Западная, Центральная, Юго-Восточная и Южная Африка
Пионер этномузыкологии Артур Моррис Джонс (1889—1980) отмечал общие ритмические принципы музыкальных традиций Африки к югу от Сахары составляют одну основную систему. Точно так же профессиональный барабанщик и учёный К. К. Ладзекпо подчёркивает «глубокую однородность» ритмических принципов в странах Африки к югу от Сахары.
Африканская традиционная музыка часто носит функциональный характер. Выступления могут быть продолжительными и часто с участием публики. Например, есть специальные рабочие песни, песни посвящённые рождению ребёнка, браку, охоте и политической деятельности, музыка, чтобы отогнать злых духов и отдать дань уважения добрым духам, мёртвым и предкам. Ничто из этого не исполняется вне предполагаемого социального контекста, и многое из этого связано с определённым танцем. Некоторые из этих песен, исполняемые профессиональными музыкантами, представляют собой духовную музыку или церемониальную и изысканную музыку, исполняемую при королевских дворах.
В музыкальном плане Африку к югу от Сахары можно разделить на четыре региона:
- Восточный регион (светло-зелёные области на карте) включает музыку Уганды[англ.], Кении[англ.], Руанды, Бурунди[англ.], Танзании[англ.], Малави[англ.], Мозамбика[англ.] и Зимбабве[англ.], а также островов: Мадагаскара[англ.], Сейшелов[англ.], Маврикия[англ.] и Комора. На многие из этих стран повлияла арабская музыка, а также музыка Индии, Индонезии[англ.] и Полинезии[англ.], хотя музыкальные традиции региона в основном присущи народам к югу от Сахары, говорящих на нигеро-конголезских языках.
- Южный регион (коричневый регион на карте) включает музыку Южной Африки[англ.], Лесото[англ.], Эсватини, Ботсваны[англ.], Намибии[англ.] и Анголы[англ.].
- Центральный регион (тёмно-синий регион на карте) включает музыку Чада, Центральноафриканской Республики, Демократической Республики Конго[англ.], Замбии[англ.], а также музыку пигмеев[англ.].
- Западный регион (жёлтая область на карте) включает музыку Сенегала[англ.] и Гамбии[англ.], Гвинеи[англ.] и Гвинеи-Бисау[англ.], Сьерра-Леоне[англ.] и Либерии[англ.], внутренних равнин — Мали[англ.], Нигера[англ.] и Буркина-Фасо[англ.], прибрежных стран — Кот-д'Ивуара[англ.], Ганы[англ.], Того[англ.], Бенина, Нигерии, Камеруна[англ.], Габона и Республика Конго[англ.], а также таких островов, как Сан-Томе и Принсипи[англ.].

Южная, Центральная и Западная Африка также принадлежат музыкальной традиций  народов Африки к югу от Сахары. Помимо этого, на эти регионы повлияла музыкальная культура мусульманских регионов Африки, а в нынешнее время — Северной и Южной Америки и Западной Европы.
Афробит, джуджу, фуджи, хайлайф, макосса, кизомба исполняются в Западной Африке. По словам историка Сильвианы Диуф и этномузыколога Герхарда Кубика, западноафриканская музыка имеет региональные вариации: мусульманские регионы включают элементы исламской музыки, а немусульманские больше подвержены влиянию местных традиций.
Диуф выражает мнение, что традиционная мусульманская музыка Западной Африки содержит элементы исламского азана (берущее своё начало от Билала ибн Рабаха, абиссинского африканского мусульманина жившего в начале VII века), включая тексты, восхваляющие Бога, мелодию, изменения нот, резкие изменения музыкальных гамм и носовой интонации. По словам Кубика, вокальный стиль мусульманских западноафриканских певцов, «использующий мелизму, волнистую интонацию и т. д., является наследием того большого региона Западной Африки, который был в контакте с арабско-исламским миром Магриба с VII—VIII веков». Что касается инструментовки, Кубик отмечает, что струнные инструменты (в том числе предтеча банджо) традиционно были любимы мусульманами Западной Африки, в то время как игра на барабанах традиционно предпочиталась немусульманами Западной Африки.

## Влияние африканской музыки
Исторически на традиционную музыку Африки повлияли несколько факторов: язык, окружающая среда, разнообразие культур, политика и перемещение населения. Каждая из африканских этнических групп развивалась в разных частях континента, это означает, что они ели разную пищу, сталкивались с разными погодными условиями и контактировали с другими разными группами. Каждая из этих этнических групп перемещалась с разной скоростью и в разные места, поэтому на каждую из них влияли разные люди и обстоятельства. Более того, они не обязательно развивались под руководством одного и того же правительства, что также существенно повлияло на их музыкальные стили.

### Влияние на северо-американскую музыку
Хотя афро-американская музыка широко известна и любима, и на её основе выросла очень популярная североамериканская музыка, белая американская музыка также имеет сильные африканские корни. Музыкальные традиции ирландских и шотландских поселенцев слились с афроамериканскими музыкальными элементами, превратившись в олд-тайм и блюграсс.
Африканская музыка сыграла важную роль в формировании того, что мы знаем сегодня как диксиленд, блюз и джаз. Все эти музыкальные стили заимствованы из африканских ритмов и звуков, принесённых рабами через Атлантический океан. Африканская музыка в странах Африки к югу от Сахары в основном оптимистична, полиритмична и позитивна, тогда как блюз следует рассматривать как эстетическое развитие, возникшее в условиях рабства в новом мире.
На своём альбоме Graceland американский фолк-музыкант Пол Саймон использовал африканские ритмы и мелодии, а также широко задействовал местных исполнителей в качестве музыкального фона; в особенности вокальный коллектив Ladysmith Black Mambazo. В начале 1970-х Реми Кабака, барабанщик-авангардист в жанре афро-рока, заложил основу звучания ударных, которая была заимствована такими популярными исполнителями, как Джинджер Бейкер (группа Ginger Baker’s Air Force), Стив Уинвуд (группа Traffic) и The Rolling Stones. На протяжении всего десятилетия музыкант сотрудничал с Уинвудом, Полом Маккартни и Миком Джаггером.
Некоторые музыкальные традиции регионов Африки к югу от Сахары также оказали значительное влияние на такие популярные произведения, как диснеевские мультфильмы «Король Лев» и «Король Лев 2: Гордость Симбы», в которых традиционная музыка сочетается с западной. Такие песни, как «Circle of Life» и «He Lives in You», сочетают зулусскую и английскую лирику, а также традиционные африканские музыкальные стили с более современными западными направлениями. Кроме того, диснеевский мультфильм содержит множество слов заимствованных из языка группы банту — суахили. Например, фраза «хакуна матата» является настоящим словосочетанием на суахили, которое на самом деле означает «не беспокойтесь». Помимо этого, словами из языка суахили являются имена героев мультфильма — Симбы, Кову и Зиры, которые означают «лев», «шрам» и «ненависть» соответственно.
Бабатунде Олатунджи, Мириам Макеба и Хью Масекела были одними из первых африканских артистов, у которых появились собственные фан-базы в Соединённых Штатах. Некоммерческие афроамериканские радиостанции продвигали африканскую музыку как часть своей культурной и политической миссии в 1960-х и 1970-х годах. Африканская музыка также нашла заинтересованную публику в колледжах и университетах с чёрными студентами (HBCU), и особенно понравилась активистам движений за гражданские права и Black Power.

## Африканская популярная музыка
Африканская популярная музыка, как и африканская традиционная музыка, обширна и разнообразна. Большинство современных жанров африканской поп-музыки основаны на перекрестном опыте с западной поп-музыкой. Многие жанры популярной музыки, включая блюз, джаз и румба, в той или иной степени происходят от музыкальных традиций Африки, перенесенных в Америку порабощенными африканцами. Ритмы и звуки этих жанров впоследствии были адаптированы к новым жанрам, таким как рок, соул и ритм-энд-блюз. Точно так же африканская популярная музыка заимствовала элементы западной, особенно в отношении музыкальных инструментов и методов студийной звукозаписи.
Одной из самых выдающихся исполнительниц южноафриканской поп-музыки XX-го века была певица Мириам Макеба, сыгравшая в 1960-х годах ключевую роль в привлечении внимания мировой общественности к африканской музыке и её значению в мировой культуре. Начиная с 1950-х годов она считалась одним из самых влиятельных и популярных артистов Африки. Макеба исполняла все виды джазовой музыки, традиционной африканской музыки и музыки, которая была популярна в Западной Африке в то время. Большую часть своей музыки она исполняла в форме «мбубе», «стиля вокальной гармонии, основанного на американском джазе, регтайме и англиканских церковных гимнах, а также на местных музыкальных стилях». После того, как Макеба переехала в США, у неё возникли проблемы с документами, и ей пришлось остаться в Америке. Говорят, что она внесла элементы американского твиста в большую часть своей африканской музыки. Макеба имела очень разнообразный вокальный диапазон и могла взять практически любую ноту. «Императрица африканской музыки» умерла в возрасте 76 лет.
Гибридный стиль африканской и европейской музыки, кубинский сон, оказал влияние на определённую часть популярной африканской музыки. Некоторые из первых гитарных групп на континенте исполнили кавер-версии на кубинских песен. Ранние гитарные группы из Конго называли свою музыку румбой (хотя это было скорее сон, чем румба). В свою очередь, конголезский стиль, в конечном счёте, превратился в так называемый сэкус.

## Музыкальная индустрия
Для африканских артистов концерты были одним из немногих способов заработать в индустрии. Пиратство и изменение потребительского поведения стоят за снижением продаж пластинок. В Африке по-прежнему слабо соблюдается закон об авторском праве. Musikebi — первый легальный сайт для скачивания музыки, появившийся в этом регионе. В нём нет функции потокового стриминга и ограничен скоростью местного Интернета. Африканские страны (Кения, Гамбия и Южная Африка) выразили протест по поводу эфирного времени, отведенного американской музыке. В Зимбабве 75 % эфирного времени приходится на местную музыку. Защитные действия привели к появлению в Зимбабве новых жанров, таких как урбанический грув. В 2016 году компания Sony Music начала деятельность в Африке, открыв офис в Нигерии. Прежде услуги западных крупных международных студий были недоступны в африканском регионе, поскольку местный спрос на их музыку удовлетворялся за счет пиратства.